# Maihuenia poeppigii
Maihuenia poeppigii (Otto ex Pfeiff.) Phil. ex K.Schum., es una especie de planta fanerógama perteneciente a la familia Cactaceae.

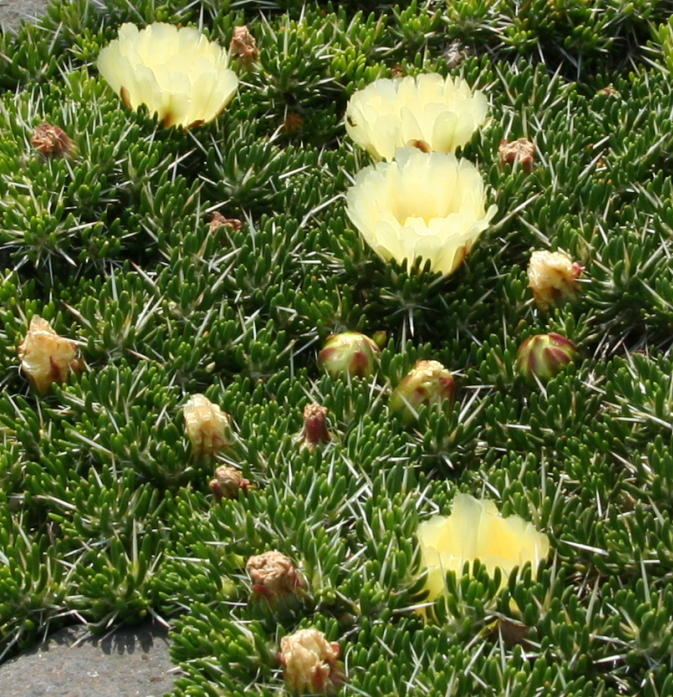
Flores

## Distribución
Es endémica de Argentina y de Chile. La especie se encuentra en el parque nacional Laguna del Laja, solía tener su población más occidental en el Golfo de Arauco, particularmente existía una población en el sistema dunar entre San Pedro de la Paz y Coronel, posiblemente ahora destruida debido al desarrollo inmobiliario en la zona.

## Descripción
Es una planta carnosa perenne con hojas armadas de espinas, de color verde, y flores de color amarillo.

## Taxonomía
Maihuenia poeppigii fue descrita por (Otto ex Pfeiff.) Phil. ex K.Schum. y publicado en Gesamtbeschreibung der Kakteen 755. 1898.
Etimología
Maihuenia: nombre genérico que deriva de la palabra "maihuén", con la que en el idioma mapuche denominan a la planta.
poeppigii: epíteto otorgado en honor del botánico Eduard Friedrich Poeppig.
Sinonimia
- Opuntia poeppigii Otto ex Pfeiff.
- Opuntia caespitosa Poepp.
- Opuntia maihuen Gay ex Foerst.
- Pereskia philippi
- Maihuenia philippi

## Nombre común
- En español: chupasangre, espina blanca, espina del guanaco, hierba del guanaco, maihuén.